# Lago Titicaca
El lago Titicaca (en aimara y en quechua sureño, ortografía contemporánea: Titiqaqa) es el lago navegable más alto del mundo, ubicado en los Andes centrales, dentro de la meseta del Collao, a una altitud media de 3812 m. s. n. m. entre los territorios de Bolivia y Perú. Posee un área de 8300 km² de los cuales el 56 % (4996 km²) corresponden a Perú y el 44 % (3304 km²) a Bolivia. Su profundidad máxima se estima en 281 m y se calcula su profundidad media en 107 m. Su nivel es irregular y aumenta durante el verano austral.
Está formado por dos cuerpos de agua separados por el estrecho de Tiquina; el más grande situado al norte es denominado lago Mayor o Chucuito y tiene una superficie de 6450 km², estando en esta parte su mayor profundidad (283 m), cerca de la isla Soto. El otro cuerpo más pequeño llamado Menor o lago Huiñaymarca situado al sur tiene una superficie de 2112 km², con una profundidad máxima de 45 m.
El lago Titicaca se encuentra entre las cordilleras andinas en una cuenca de alrededor de 58 000 km².
Es el lago navegable más alto del mundo y ocupa el lugar 24.º del mundo por superficie.
El 20 de enero de 1997 fue designado sitio Ramsar para el sector peruano y el 11 de septiembre de 1998 para el sector boliviano. En el 2023 registró el descenso de las aguas a mínimo histórico, más de medio metro descenso hasta llegar a los 3808,05 m sobre el nivel del mar.

## Toponimia
Desde tiempos coloniales, el nombre del lago ha sido establemente /titiqaqa/ tanto en aimara como en el quechua collavino, ingresado al castellano como /titikaka/. No obstante, según el padre Jesús Viscarra Fabre también fue conocido como Tartaptattacotta que en aimara significa reunión de lagos, así como Tarip-kota, que significa lago del juicio universal.
En términos de sus formas escritas, la más antigua y estable hasta hoy es <Titicaca>, mientras que ciertas publicaciones en español de inicios del siglo XX, como el conocido Boletín Titikaka, escribían <Titikaka> siguiendo la ortografía quechua-aimara de la época en que el fonema uvular /q/ se escribía con <k>. Guamán Poma llama al lago "laguna de Poquina", que algunos interpretan como reflejando el nombre original del lago. Por su parte, el jesuita Bernabé Cobo lo llama "laguna de Chucuito" y otras fuentes coloniales, "laguna de los collao". En adición, el lingüista Alfredo Torero propuso que el término <Viracocha> Wiraqucha haya significado originalmente 'lago de Huari' y haya sido originalmente un nombre del Titicaca.
Respecto de la etimología de Titiqaqa (escrito aquí en la ortografía contemporánea quechua-aimara), varias análisis se han ofrecido. Mientras el núcleo del compuesto <caca> es casi consensualmente identificado como reflejo del sustantivo compartido quechua-aimara qaqa ('peña, barranco, roca'), el primer elemento <titi> ha recibido varias interpretaciones. Por tanto, el topónimo no habría referido originalmente al lago sino a alguna formación de tierra, probablemente la isla Titicaca o isla del Sol, y luego extendido su referencia a todo el cuerpo de agua. De acuerdo con el reporte del lingüista huancaíno Rodolfo Cerrón-Palomino, el Inca Garcilaso de la Vega y el agustino huamanguino Alonso Ramos Gavilán ofrecieron el étimo quechua titi 'plomo, estaño' (de modo que el compuesto significaría 'peñón de plomo'), y el mismo agustino fue el primero en ofrecer el étimo aimara titi 'gato montés (Leopardus jacobita)' (formando 'peñón de los gatos monteses' o, en palabras de Ramos Gavilán, 'peña donde anduvo el gato'). La etimología que refiere al gato andino es hasta hoy la más conocida y popular entre los no especialistas. Por su parte, el filólogo huancaíno considera más plausible como étimo el término adjudicado al idioma puquina de *titi 'sol'. Esto último sería consistente con la asociación en las crónicas entre el topónimo <Titicaca>, la isla del Sol y el culto solar lacustre.

## Geografía

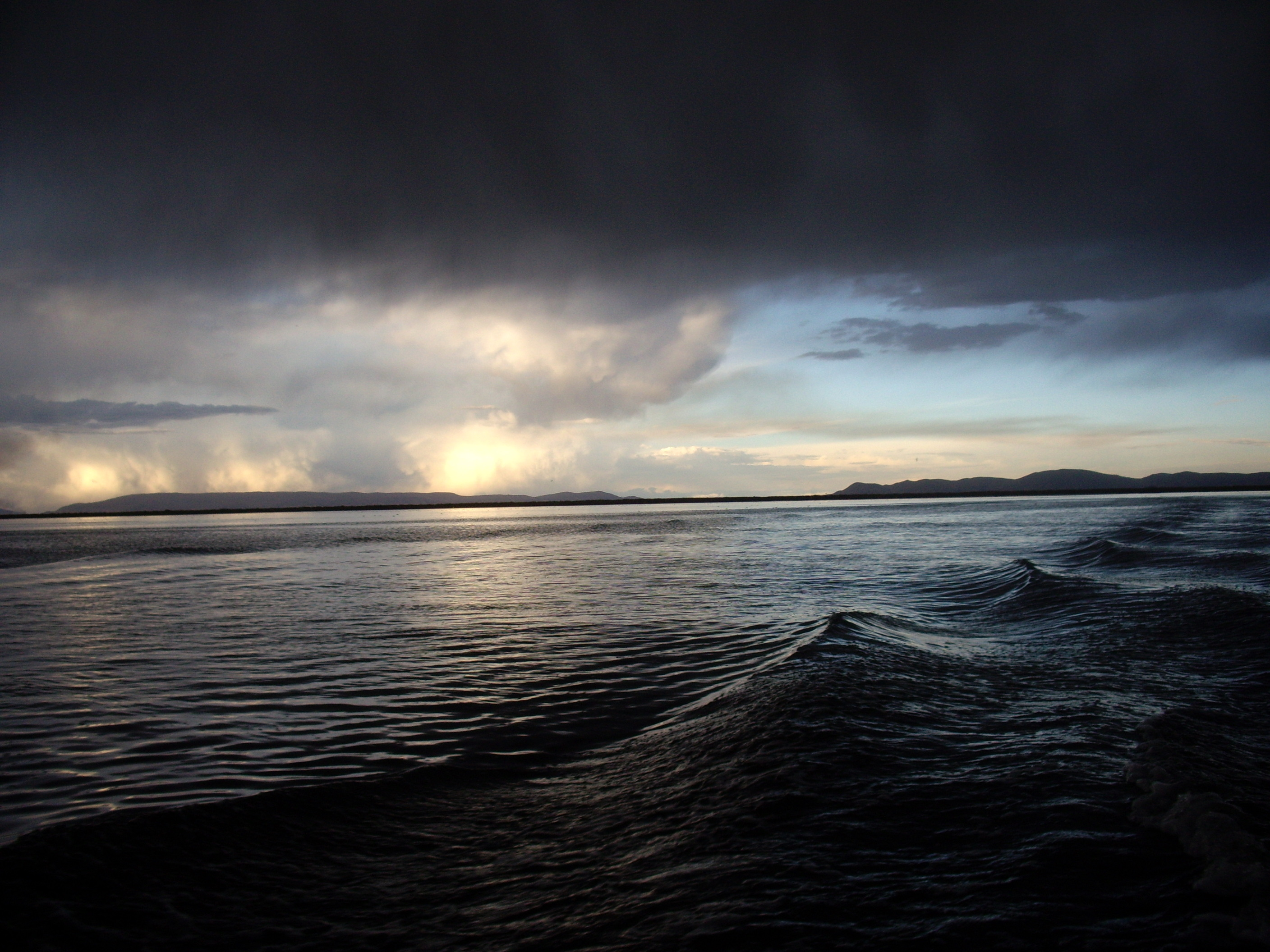
La región del Titicaca es de climas extremos. En la foto, una tormenta sobre el lago.

El Titicaca es un lago de origen tectónico. Se formó aproximadamente durante la era terciaria debido al hundimiento de una parte antigua de la meseta andina, formó parte, junto con el lago Poopó, del extinto lago Ballivián que se extendía por la meseta del Collao. Su área primitiva era mucho más extensa y en la actualidad es un lago residual.

### Climatología
La temperatura promedio anual del lago es de 10 °C, en tanto que el clima en la región del lago es de naturaleza extrema, con grandes variaciones de temperatura que se acentúan en función a la lejanía del lago y aumento de altura. En ocasiones pueden registrarse trombas de agua en el lago Titicaca. Las pluviometría aumenta en los meses del verano austral (diciembre a marzo) y cae drásticamente en los meses de invierno (abril a noviembre). En verano son frecuentes las tormentas sobre el lago y la zona circundante, así como las inundaciones en zonas de nivel 0 sobre el lago.
| Lago Titicaca                                    | Lago Titicaca | Lago Titicaca | Lago Titicaca | Lago Titicaca | Lago Titicaca | Lago Titicaca | Lago Titicaca | Lago Titicaca | Lago Titicaca | Lago Titicaca | Lago Titicaca | Lago Titicaca | Lago Titicaca |
| Mes                                              | Ene           | Feb           | Mar           | Abr           | May           | Jun           | Jul           | Ago           | Sep           | Oct           | Nov           | Dic           | Año           |
| ------------------------------------------------ | ------------- | ------------- | ------------- | ------------- | ------------- | ------------- | ------------- | ------------- | ------------- | ------------- | ------------- | ------------- | ------------- |
| Temperatura media (°C)                           | 10.7          | 10.7          | 10.3          | 9.5           | 8.00          | 6.2           | 5.7           | 7.4           | 8.3           | 10.4          | 10.7          | 10.3          | 9.0           |
| Precipitación (mm Puno 1973)                     | 238           | 132           | 159           | 98            | 13            | 0             | 2             | 6             | 33            | 16            | 30            | 71            | 797           |
| Fuente: International Lake Environment Committee |               |               |               |               |               |               |               |               |               |               |               |               |               |

### Hidrología
Gran parte del agua se pierde por evaporación y las sales que han entrado con los ríos se quedan. Solo un 5 % del agua se va por el río Desaguadero y desemboca en el lago Poopó que es mucho más salado. El agua finalmente se pierde en el salar de Coipasa donde la escasa cantidad de agua que reciben termina por evaporarse completamente.
Los ríos de la hoya del Titicaca son de corta longitud, el río de mayor longitud (Ramis-Azángaro-Carabaya) solo tiene 240 kilómetros. Otra característica de los afluentes del Titicaca es su caudal irregular marcado por las lluvias estacionales entre diciembre y marzo y la ausencia de lluvias entre junio y noviembre que disminuyen notablemente su caudal; estas lluvias generan inundaciones en las desembocaduras de los ríos, y son más notables en los ríos Ramis e Ilave.
Además los afluentes del Titicaca destacan por la ausencia de turbulencia, el carácter meándrico debido a la baja pendiente y por mantener fauna fluvial consistente en peces (suche y chalhua) y reptiles, así como aves buceadoras que viven de la fauna del río.
El nivel promedio histórico del lago Titicaca es de 3810 m s. n. m., aunque sus fluctuaciones pueden sobrepasar los 3812 m s. n. m. (1986), bajar hasta 3808 m s. n. m. (1998), e incluso en 1943 llegar hasta los 3806,7 m s. n. m. La periodicidad e intensidad de las lluvias condicionan el incremento o disminución de los niveles. Las pérdidas de agua en el lago son en un 91 % por evaporación y 9 % a través del río Desaguadero.
Desde el año 2000, el lago Titicaca ha experimentado un descenso constante de los niveles de agua. Solo entre abril y noviembre de 2009, el nivel del agua bajó 81 cm (32 plg), alcanzando el nivel más bajo desde 1949. Esta caída es causada por temporadas de lluvias más cortas y el derretimiento de los glaciares que alimentan los afluentes del lago. La contaminación del agua también es una preocupación creciente porque las ciudades en la cuenca del Titicaca crecen, a veces superando la infraestructura de tratamiento de desechos sólidos y aguas residuales. Según la Fundación Global Nature (GNF), la biodiversidad del Titicaca está amenazada por la contaminación del agua y la introducción de nuevas especies por parte de los humanos. En 2012, la GNF nominó al Titicaca como "El lago más Amenazado del Año".
Desde inicios de año de 2023, el lago enfrentó una de sus peores sequías en los últimos 30 años, según Senamhi. El fenómeno el niño registrado durante ese año ocasionó una sequía en el sur del país, como producto los ríos que recargan el lago Titicaca vieron su caudal reducido en 50 % a 80 %. En promedio su nivel ha descendido 74 centímetros entre abril y noviembre de 2023. Mientras que las autoridades de Puno proyectan un 43 % de posibilidades de lluvias por debajo de lo normal hasta febrero de 2024.

#### Principales afluentes

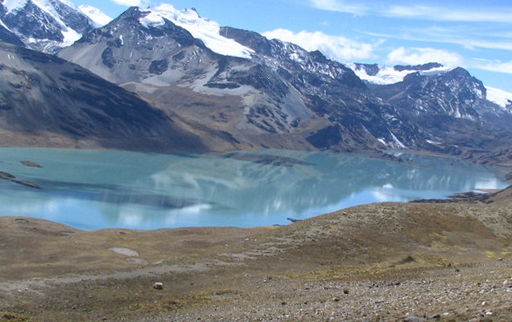
Los afluentes del Titicaca nacen en las cumbres nevadas de los Andes que rodean a su cuenca. En la foto la laguna Suches naciente del río Suches en la frontera entre Bolivia y Perú.

Más de 25 ríos vacían sus aguas en el Titicaca, los más grandes son:
- Río Ramis: Este río nace con el nombre de río Carabaya en las lagunas de la Rinconada, recorre paralelo a la cordillera de Carabaya con rumbo noroeste hasta el distrito de Potoni en donde cambia su curso con rumbo al sur. Recibe el nombre de río Azángaro desde su confluencia con el río Ñuñoa y desde su confluencia con el río Ayaviri pasa tomar el nombre de río Ramis, en el distrito de Achaya, desde donde toma rumbo este y describe una curva hasta su desembocadura en el lago Titicaca en el distrito peruano de Taraco. El río Ramis cuenta con una longitud aproximada de 32 km, una cuenca hidrográfica de 14 684 km², y un caudal medio anual de 76 m³/s.[1] Sus aguas se ven incrementadas por los deshielos de Quenamari y Quelcayo.
- Río Ilave: Este río nace con el nombre de río Huenque y recorre de sur a norte la provincia del El Collao, recibe el aporte importante del río Aguascalientes y pasa a llamarse río Ilave. Desemboca en el lago Titicaca por el lado sur. Cuenta con una cuenca hidrográfica de 7705 km², y un caudal medio anual de 39 m³/s.[1]
- Río Coata: Este río nace de la confluencia de los ríos Lampa y Cabanillas en el distrito de Juliaca. El estero Lampa nace de los deshielos del nevado Jatun Punta, mientras que el río Cabanillas nace de la laguna Lagunillas. Este río desemboca en la bahía de Puno en el distrito de Coata. Cuenta con una cuenca hidrográfica de 4552 km², y un caudal medio anual de 52 m³/s.[1]
- Río Huancané: También conocido con el nombre de río Putina en su curso superior, sigue una dirección de norte a sur, para luego desaguar en el extremo norte del lago Titicaca. Cuenta con una cuenca hidrográfica de 3542 km², y un caudal medio anual de 20 m³/s.[1]
- Río Suches: Este río nace en la cordillera de Carabaya o cordillera Real, en la laguna de Suches. Recorre con rumbo norte-sur hasta su desembocadura en el lago Titicaca en la localidad boliviana de Escoma. Cuenta con una cuenca hidrográfica de 2822 km², y un caudal medio anual de 11 m³/s.[1] Su principal afluente es el río Grande, con el cual confluye en el distrito de Cojata.

#### Calidad del agua
Las aguas del Titicaca son límpidas y solo levemente salobres, con salinidad que van desde 5,2 hasta 5,5 partes por 1000.
Las características físicas y químicas del agua del lago Titicaca han sido objeto de observaciones puntuales en el curso de expediciones científicas y posteriormente, de datos sobre periodos mucho más amplios.
En particular la bahía interior de Puno se encuentra con las aguas contaminadas a raíz de las descargas de aguas servidas de la ciudad de Puno sin el tratamiento adecuado.

### Accidentes geográficos

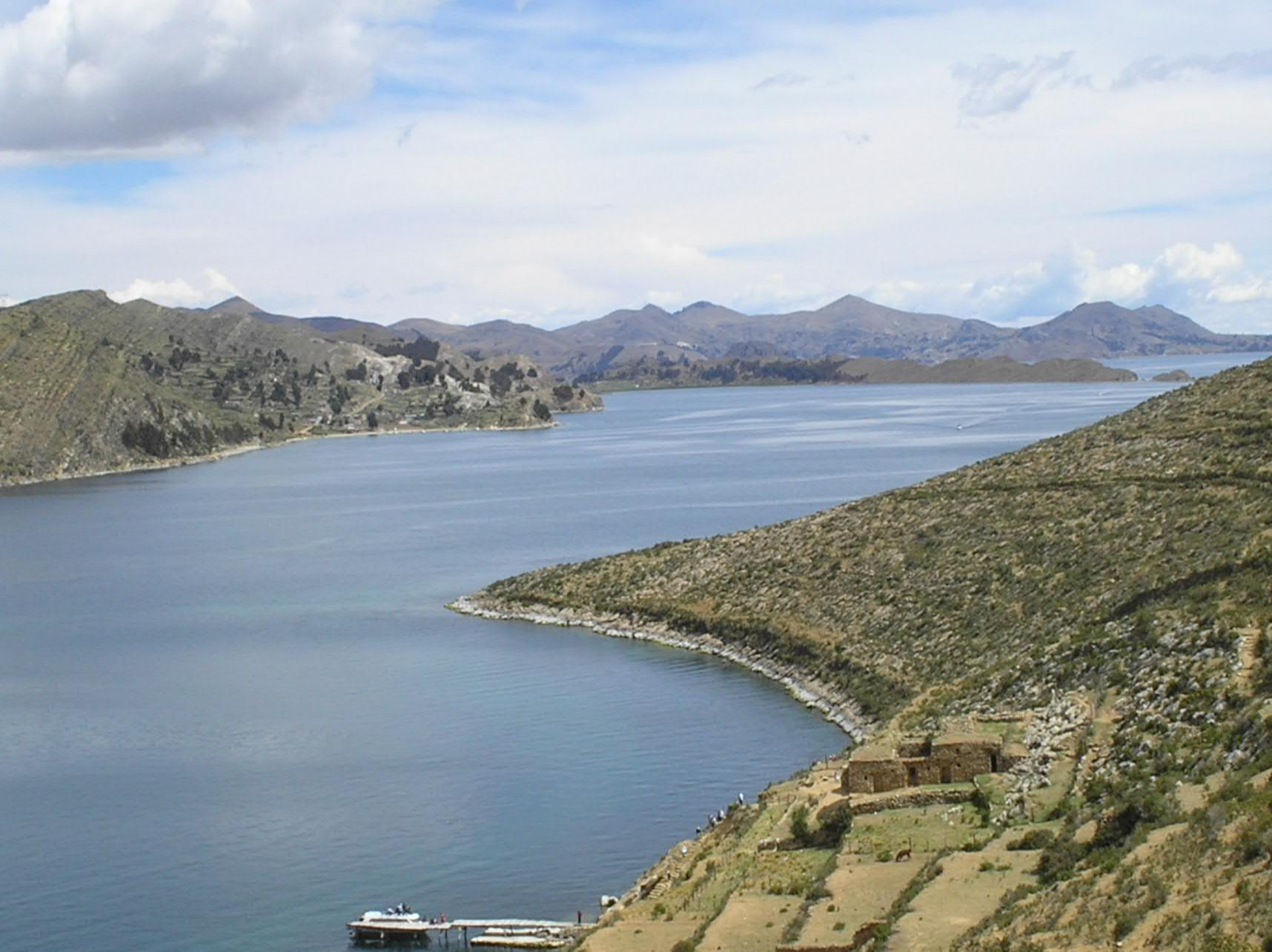
El estrecho de Yampupata se forma entre la península de Yampupata y la isla del Sol, en Bolivia.

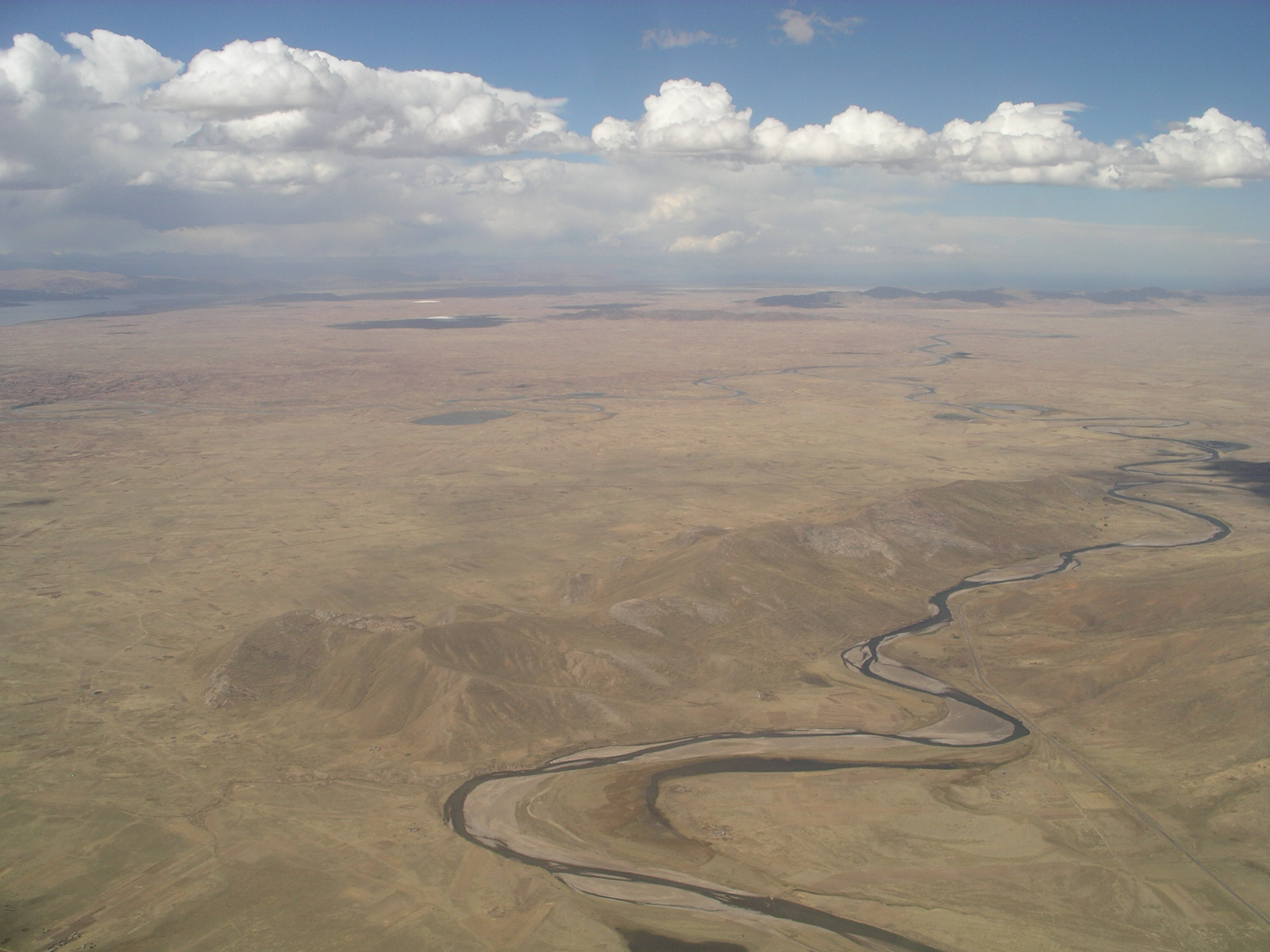
El río Ayaviri forma parte de la cuenca del Titicaca. De la confluencia del río Ayaviri con el río Azángaro nace el río Ramis.

- Estrecho de Tiquina: Se forma entre las penínsulas de Copacabana y Huata, y divide el lago Titicaca en dos, el lago mayor Chucuito y el lago menor Huiñaymarka. Tiene una anchura de 780 m, y al no haber un puente entre ambos lados, el cruce de personas y vehículos se hace en barcos de motor.
- Istmo de Yunguyo, es el istmo que une la península de Copacabana con tierra firme. Hacia el sur del istmo de Yunguyo se levanta el cerro Khapia o Apu Khapia, que tiene un carácter sagrado desde tiempos de Tiahuanaco.
- Península de Capachica, se encuentra al oeste del lago Titicaca y junto con la península de Chucuito forman la bahía de Puno.
- Península de Copacabana, se encuentra dividida entre el lado peruano (al sur) y el lado boliviano (al norte) y junto con la penìnsula de Huata forman el estrecho de Tiquina en el lado boliviano del lago. En la parte norte de la península de Copacabana se forma la península de Yampupata en territorio boliviano, al estrecho que se forma entre la isla del Sol y la penìnsula de Yampupata se le conoce como estrecho de Yampupata.
- Península de Chucuito, se encuentra al oeste del lago Titicaca y junto con la península de Capachica forman la bahía de Puno.
- Península de Huata, es la más grande de las penínsulas del lago Titicaca y forma el golfo de Achacachi. Esta península está ubicada completamente en el lado boliviano del lago.
- Península de Taraco: Está situada en el lago menor Huiñaymarka, en la zona boliviana del lago. Al sur de esta se forma el golfo de Taraco.

### Playas
Entre las playas más reconocidas se encuentran Capachica, Chifrón, Ccotos, Charcas, Chatuma y Juli en el departamento de Puno, del lado peruano y la famosa playa de Copacabana, en el lado boliviano.

### Islas

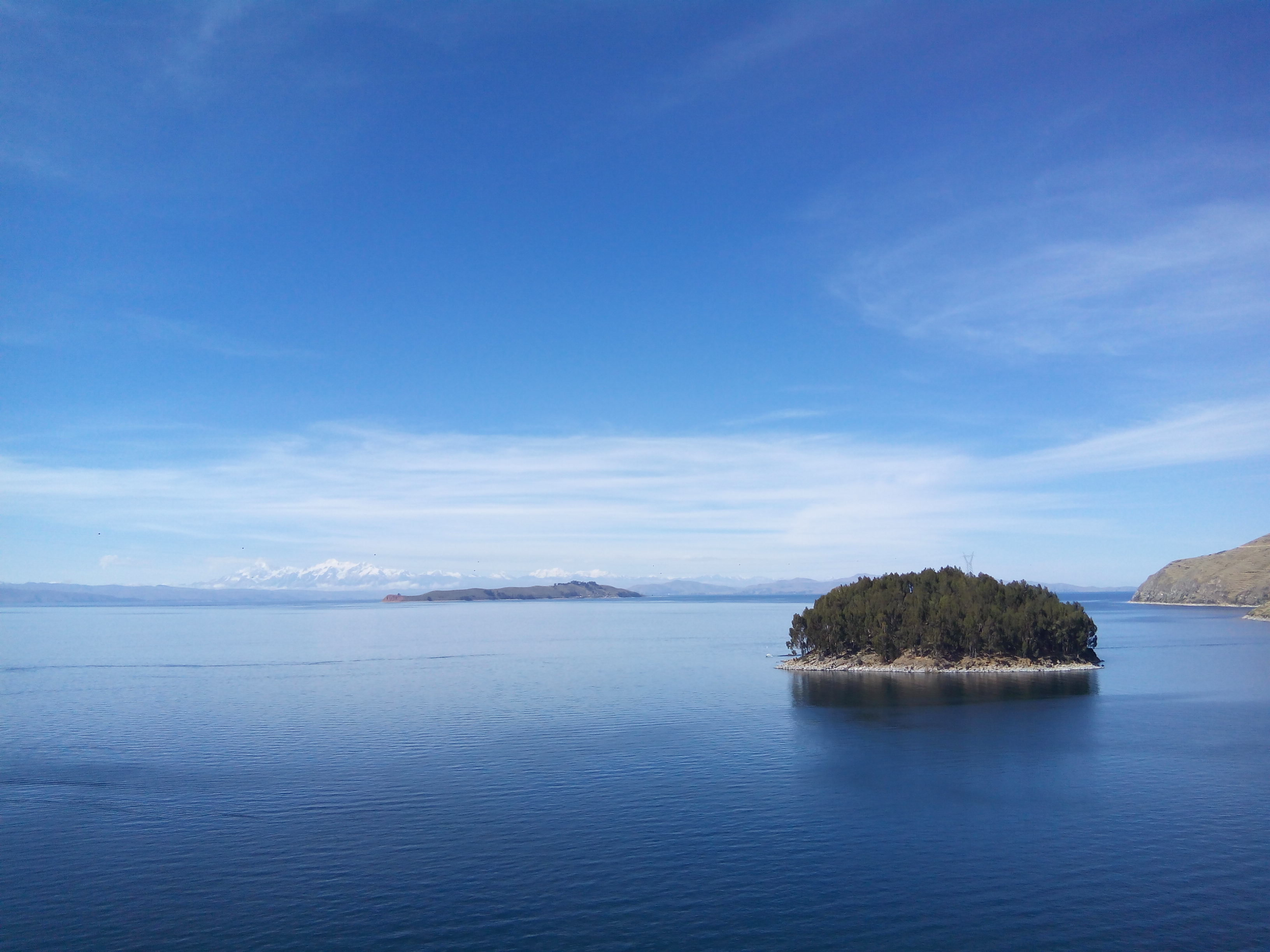
La Isla Chelleca (Bolivia).

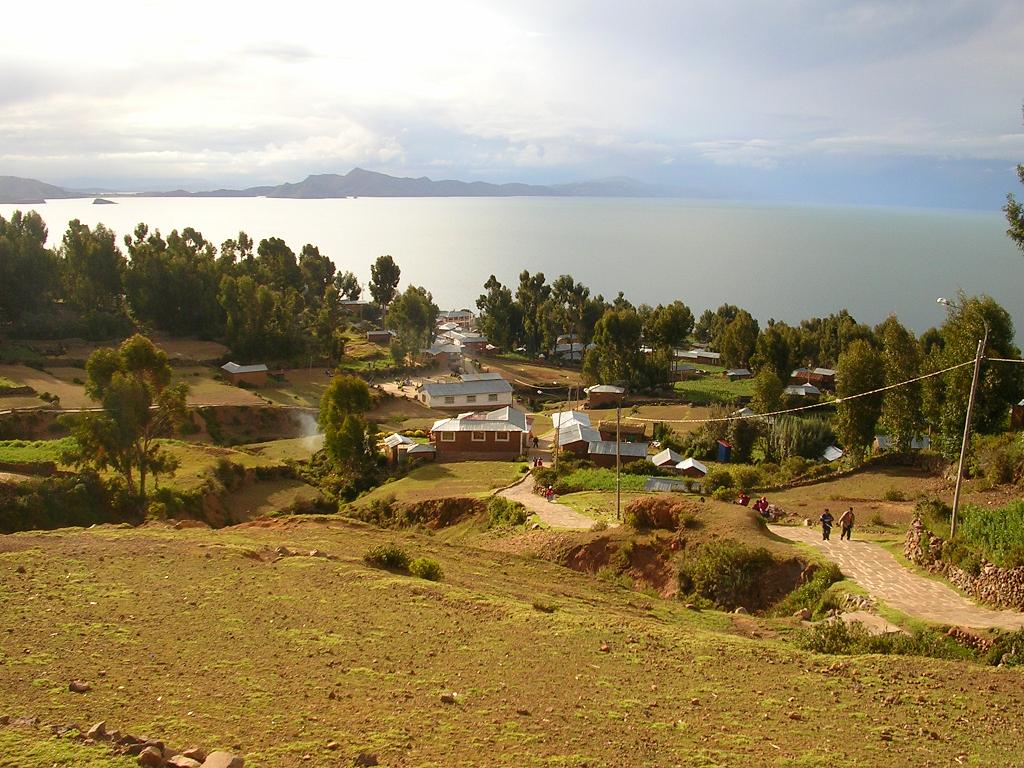
Isla Amantaní (Perú). Al fondo la península de Capachica.

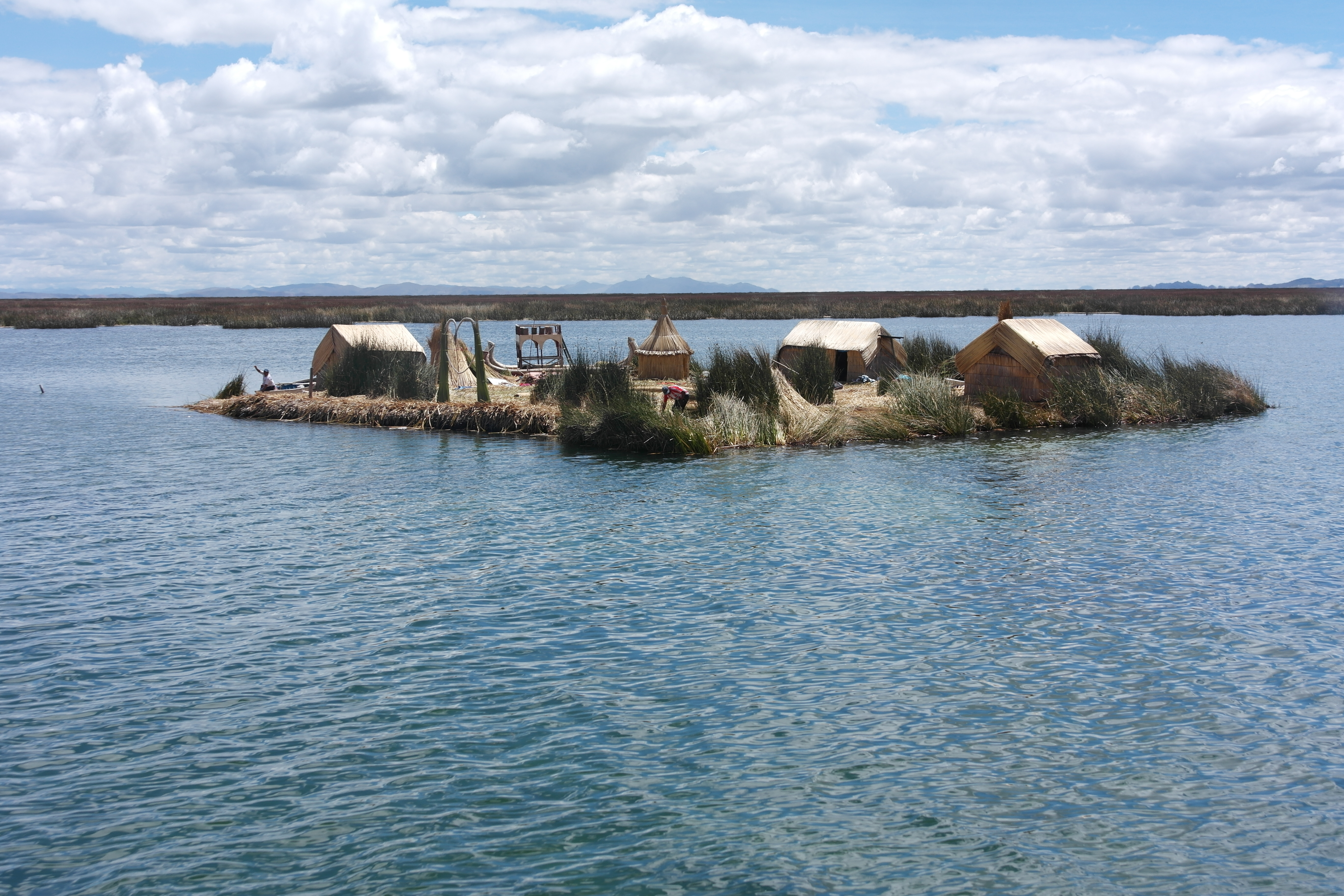
Isla flotante de los urus.

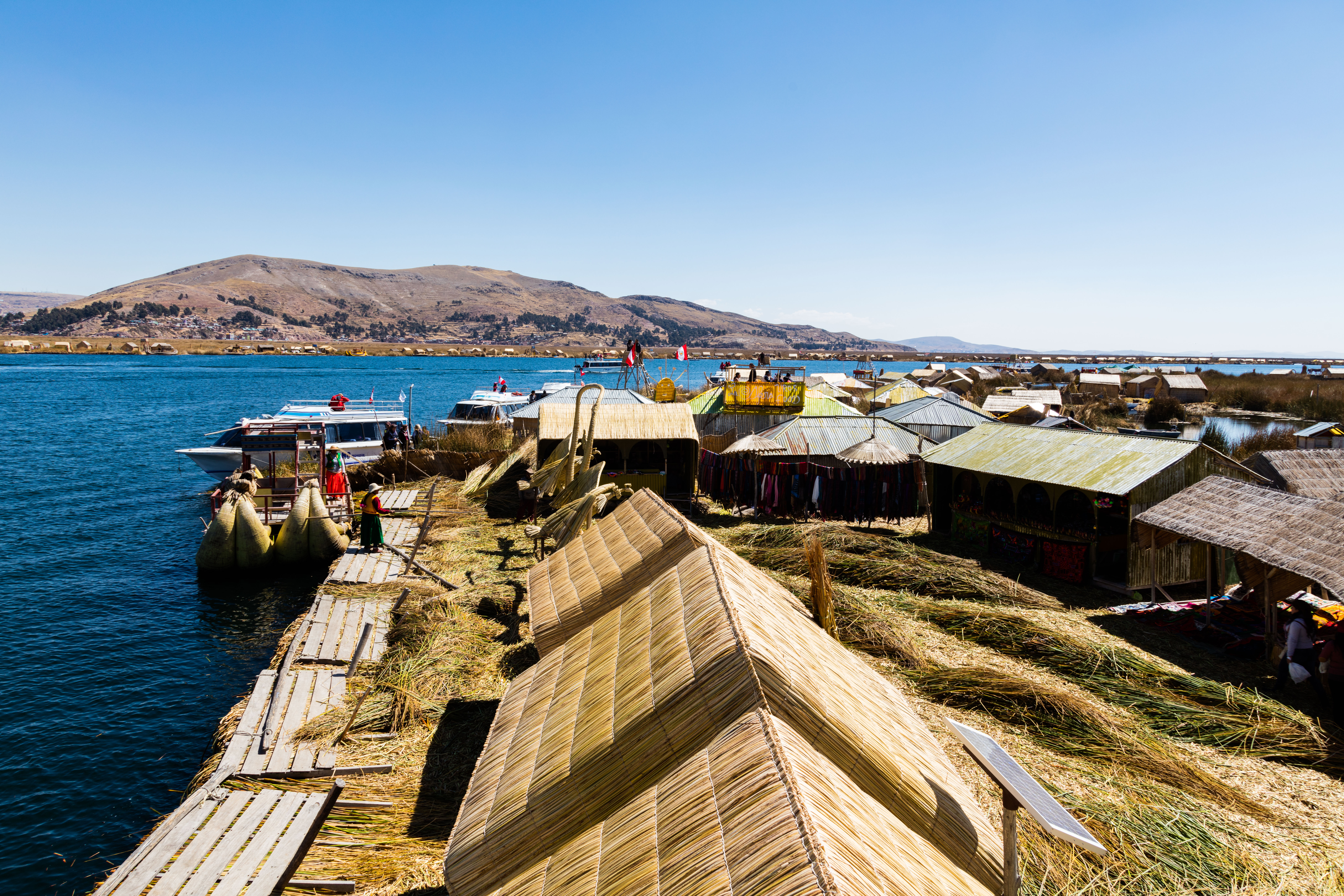
Islas flotantes de los Uros, en la bahía de Puno (Perú).

- Amantaní (Perú), esta isla tiene 9,28 km²,[39] lo que la hace la más grande de las islas peruanas en el Titicaca. Se ubica al frente a la península de Capachica en la provincia de Puno.
- Campanario (Bolivia)
- Chelleca (Bolivia)
- Chiquipa (Bolivia)
- Esteves (Perú): Esta isla tiene 0,12 km² de superficie,[39] y se ubica a 2 km de la ciudad de Puno. En esta isla se han encontrado restos de la cultura Pucará, Tiahuanacota y Colla.[40]
- Jochihuata (Bolivia)
- Isla de la luna o Koati (Bolivia): Se ubica al norte de la península de Copacabana y tiene 1,05 km². Tiene un relieve escarpado, así como vestigios de un acllahuasi.
- Pariti (Bolivia).
- Cojata (Bolivia), tiene una superficie de 1,6 km².
- Isla del Sol (Bolivia): Es la más grande de las islas del Titicaca, tiene 14,3 km² de superficie, tiene forma alargada formando dos grandes bahías de las cuales destaca la bahía Kona. Se ubica al norte de la península de Copacabana en el lado boliviano. Presenta un relieve accidentado y numerosas terrazas de cultivo (andenes). Esta isla conserva vestigios arqueológicos antiquísimos que van desde Tiahuanaco hasta los Incas. Su punto más alto es el cerro Chequesani de 4075 m s. n. m.
- Soto (Perú): Es una isla ubicada al norte del lago. Tiene una superficie de 2,6 km² y es habitada por comunidades aimaras.
- Suasi (Perú).
- Suriqui (Bolivia), tiene una superficie de 4,5 km².
- Taquile o Intika (Perú): Está ubicada al frente de las penínsulas de Chucuito y Capachica. Tiene 5,72 km² de superficie. Sus costas son escarpadas y su población principal se encuentra a 140 metros sobre el lago. Forma parte del distrito insular de Amantaní en la provincia de Puno.
- Islas flotantes de los uros (Perú - Bolivia): Son un conjunto de islas artificiales hechas de una especie de junco llamado totora y habitada por descendientes de la etnia Uru, cuya actividad principal es la pesca y la caza.[41] Si bien las islas flotantes se han ubicado en el lado peruano del lago, desde el 2007 se han construido islas flotantes en el lado boliviano con fines turísticos.[42]
- Archipiélago de Wiñaymarca (Perú y Bolivia): Es un conjunto de islas e islotes ubicados en el lago menor Huiñaymarca al sur de la península de Copacabana que comparten Perú y Bolivia. Lo componen las islas de:

- Anapia (Perú): Es una isla de 3,40 km², en esta isla se ubica el poblado de Anapia que es capital del distrito insular de Anapia en la provincia de Yunguyo. Es la segunda isla más grande el archipiélago de Huiñaymarca.
- Caana (Perú)
- Chipi (Bolivia)
- Jhamiti (Bolivia)
- Jhamiti chico (Bolivia)
- Kellayhuata (Bolivia)
- Limina (Bolivia)
- Morochuata (Bolivia)
- Suaana (Perú)
- Taquiri (Bolivia): Declarada monumento nacional por el gobierno de Bolivia, debido a la presencia de importantes restros arqueológicos (chullpares).
- Yuspique (Perú): Esta isla es la más grande del archipiélago de Huiñaymarca, tiene 3.20 km² de superficie y forma parte del territorio del distrito insular de Anapia.
- Wiskawahata (Bolivia)
- Islote de Caño (Perú)
- Islote de Huatacaana (Perú)
- Islote de Iscaya (Perú)
- Islote de Patahuata (Perú)
- Islote de Yute (Perú)

### Fauna y flora

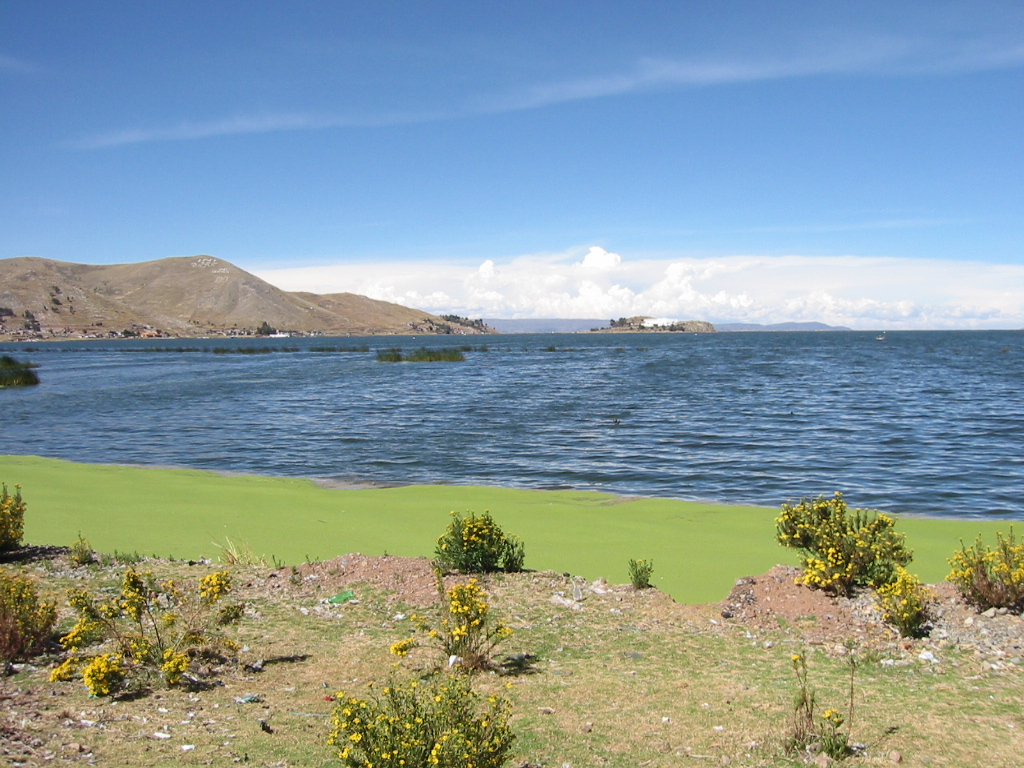
La lenteja de agua crece cerca de las zonas urbanas a causa de la contaminación. Al fondo se observa la isla Esteves frente a la ciudad de Puno.

La fauna está compuesta principalmente de patos zambullidores, el gato andino, chulumpi tiki, guallatas y parihuanas. Entre los peces destacan el suche (Trichomycterus rivulatus), y varias especies de orestias, entre las más conocidas se hallan el carachi negro, carachi amarillo, carachi blanco, carachi enano, carachi gringo, ispi, y peces de otras familias como el mauri (Trichumectarun dispar) y las especies introducidas trucha y pejerrey.

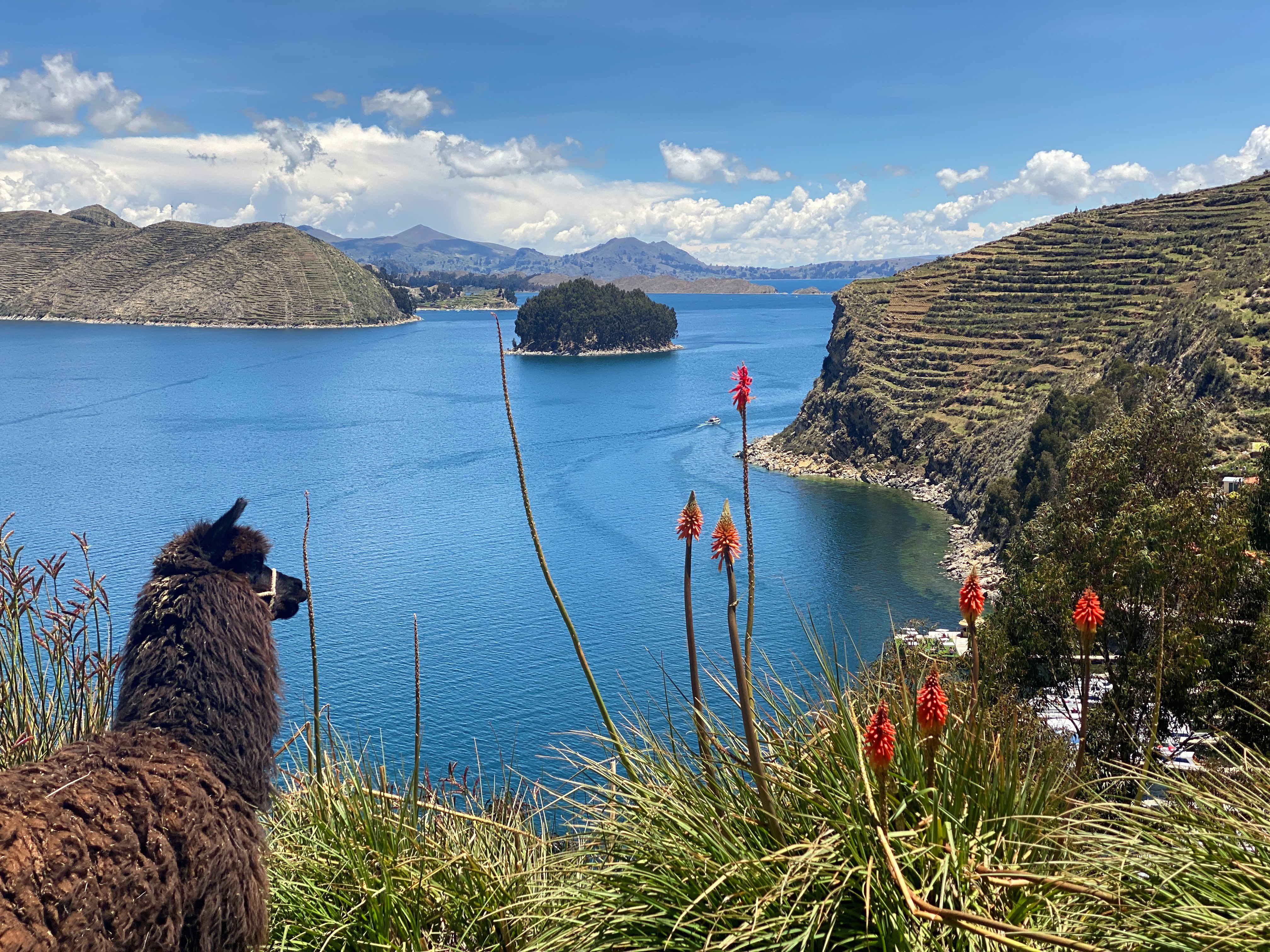
Una alpaca domesticada sobre el lago, en el lado boliviano. La isla Chelleca al fondo.

Entre los peces extintos por la pesca excesiva e introducción de especies inapropiadas se hallan la boga y el umanto muy habitables en este lago.
En el lago existe una especie conocida como rana gigante del lago Titicaca (Telmatobius culeus), siendo el lago el único hábitat de esta especie.
La vegetación del lago se clasifica en anfibia, sumergida y flotante, y compone uno de los principales elementos del ciclo del ecosistema. Su flora está representada por 12 variedades de plantas acuáticas resaltando la totora (Scirpus californicus), la yana llacho (Elodea potamogeton), la lenteja de agua (Lemna sp.) y la purima (Chara sp.).
También existe fauna terrestre en las islas y riveras del lago Titicaca, entre las que destacan las vicuñas, alpacas, llamas, cuyes, zorros, entre otros.

## Historia de la relación entre el lago y el ser humano

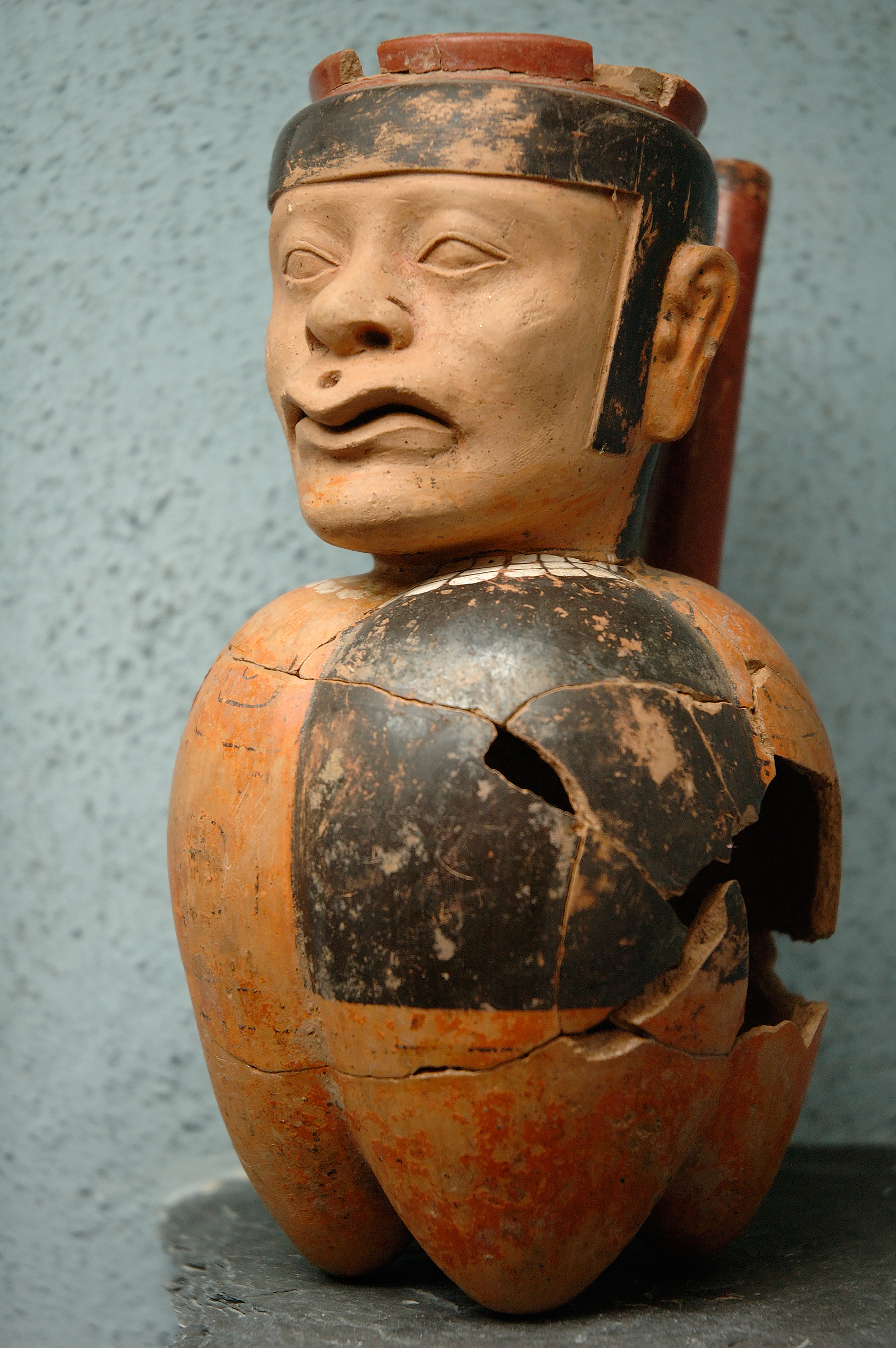
La cultura tiahuanaco dominó el lago hacia el En la foto cerámica Tiahuanacota descubierta en la isla Pariti (Bolivia).

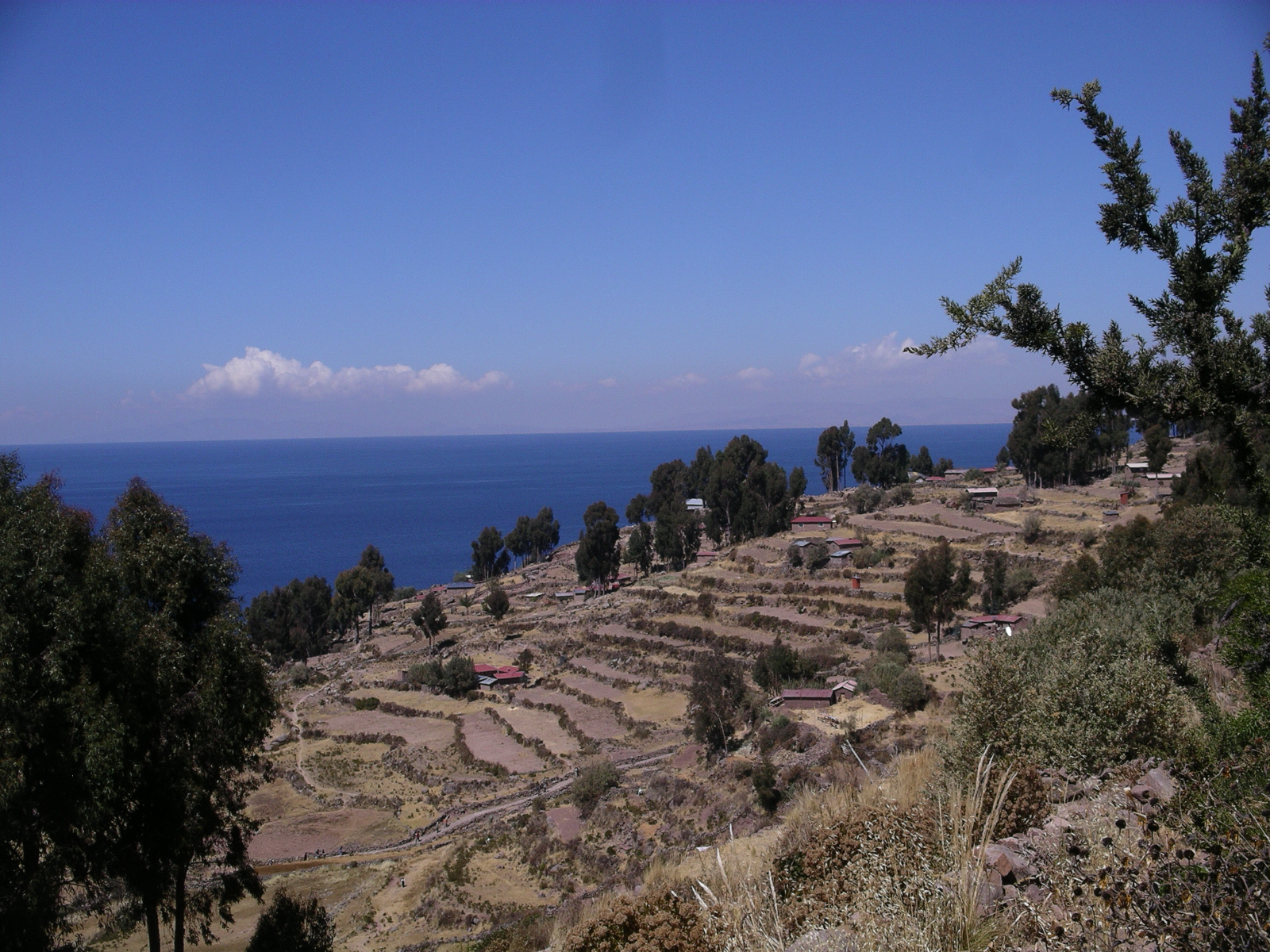
Los andenes son terrazas construidas en las laderas de las montañas para su aprovechamiento en la agricultura, éstos datan desde tiempos preincas. Andenería en la isla de Taquile (Perú).

### Época preincaica
Una de las culturas más importantes que se asentó en las riberas del lago Titicaca fue la cultura Chiripa, de la cual quedan importantes restos arqueológicos en la zona sur del lago. De igual manera, al norte del lago la cultura Pucará se desarrolló con importantes. Ambas culturas concibieron el cultivo en camellones (o waru warus), que consistía en elevaciones de tierra rodeadas de agua que protegían a los cultivos de las heladas propias de la zona. Se cree que en los alrededores del lago Titicaca se inició la domesticación de algunos tubérculos y de los camélidos sudamericanos (alpaca y llama).
Hacia el año 45 d. C. la época urbana de la cultura Tiahuanacota dominó el lago Titicaca construyendo importantes centros ceremoniales en las islas y alrededor del lago.

### Época imperial incaica
El cronista Inca Garcilaso de la Vega describe el origen legendario de los incas en las espumas del lago Titicaca, en las tradiciones orales de la zona aún se considera la isla del Sol como el lugar de donde emergieron Manco Cápac y Mama Ocllo para fundar el reino del Cuzco. Lo cierto es que el lago Titicaca, tuvo gran importancia religiosa para los incas y es Pachacútec quien anexa al lago Titicaca y sus alrededores (meseta del Collao) al Tahuantinsuyo.
Según las tradiciones urus, ellos huyeron del asedio inca refugiándose en el lago, para este propósito construyeron islas artificiales en el lago utilizando como materia prima la totora. De esta manera se inicia la población de las islas flotantes de los uros en Perú.[cita requerida]

### Época virreinal

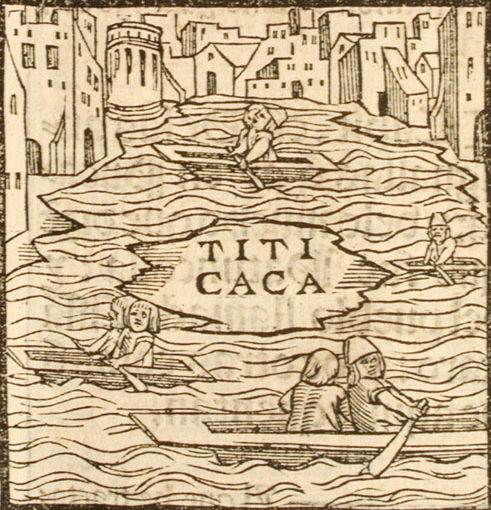
La primera imagen del Titicaca en Europa. Pedro Cieza de León. Crónica del Perú, 1553.

Desde la creación del Virreinato del Perú en 1542 el lago fue administrado por la Corona española.
En 1777, las reformas borbónicas crean el Virreinato del Río de la Plata incluyendo a la Intendencia de Puno (que entonces formaba parte de la Audiencia de Charcas) y por consiguiente al total del lago Titicaca.
Al crearse la Real Audiencia del Cuzco en 1787, los partidos de Lampa, Azángaro y Carabaya, pasaron a integrar su distrito.
Una Real Cédula del 1 de febrero de 1796, incorporó la Intendencia de Puno al Virreinato del Perú, pasando los partidos de Chucuito y Paucarcolla a la jurisdicción de la Real Audiencia del Cuzco. De esta manera el lago Titicaca queda dividido entre la Audiencia del Cuzco (Virreinato del Perú) y la Audiencia de Charcas (Virreinato del Río de la Plata).

### Época republicana
La independencia del Perú (1821) y de Bolivia (1825), dan origen a la división del lago Titicaca para convertirlo en binacional. Así el Protocolo Ratificatorio firmado en La Paz el 15 de enero de 1932 entre Perú y Bolivia separan al lago Titicaca de la siguiente manera.
- De la bahía de Cocahui, una línea recta al punto equidistante entre la isla Soto (Perú) y Chiquipa (Bolivia);
- Otra línea recta, hasta el punto equidistante entre la isla del Sol o Titicaca (Bolivia) y Punta Pomata (Perú); y, desde allí, otra línea recta hasta el lugar denominado punta Kasani;
- La línea de frontera continúa desde punta Kasani, donde se encuentra el hito N.º 22, con una trayectoria sinuosa sobre la península de Copacabana, hasta el arroyo Sehuenca. La parte norte de la península queda en territorio boliviano y la parte sur, en territorio peruano;
- La línea de frontera continúa en el lago Huiñaymarca, entre la isla Iscaya (Perú) y punta Huancallani (Bolivia); isla Cana (Perú) e isla Limina (Bolivia).
- Desde este punto, una línea recta en dirección sudoeste, hasta el punto intermedio entre punta Taraco (Bolivia) y punta Zepita (Perú) y otra en dirección sur, hasta la naciente del río Desaguadero, en el lago Huiñaymarca.

#### Autoridad Binacional Autónoma del lago Titicaca

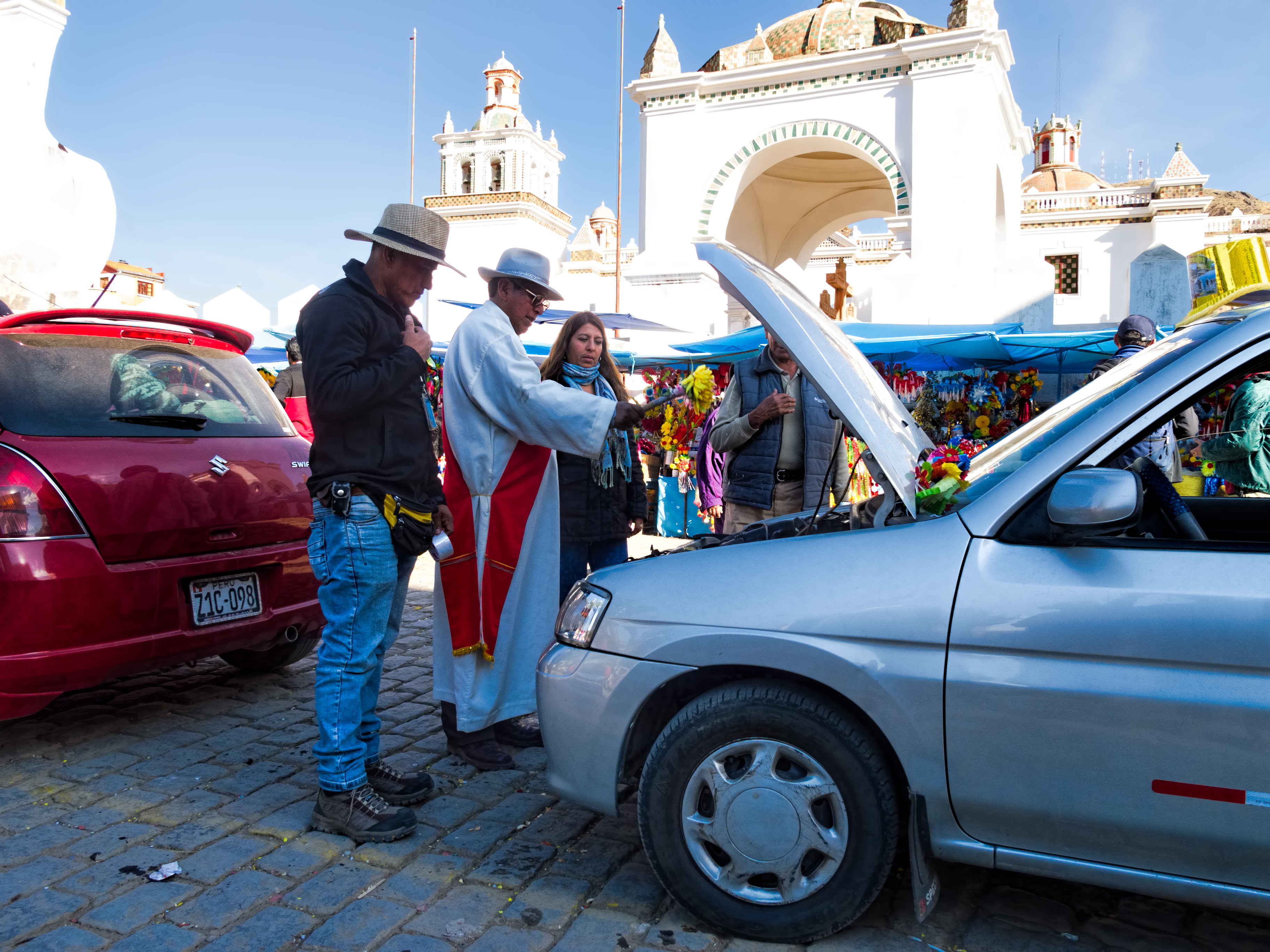
Las religiones andinas y el cristianismo colisionaron después del descubrimiento de América, fusionando las creencias populares con la doctrina católica. Bautizo de vehículos durante la fiesta de la Virgen de Copacabana en Bolivia.

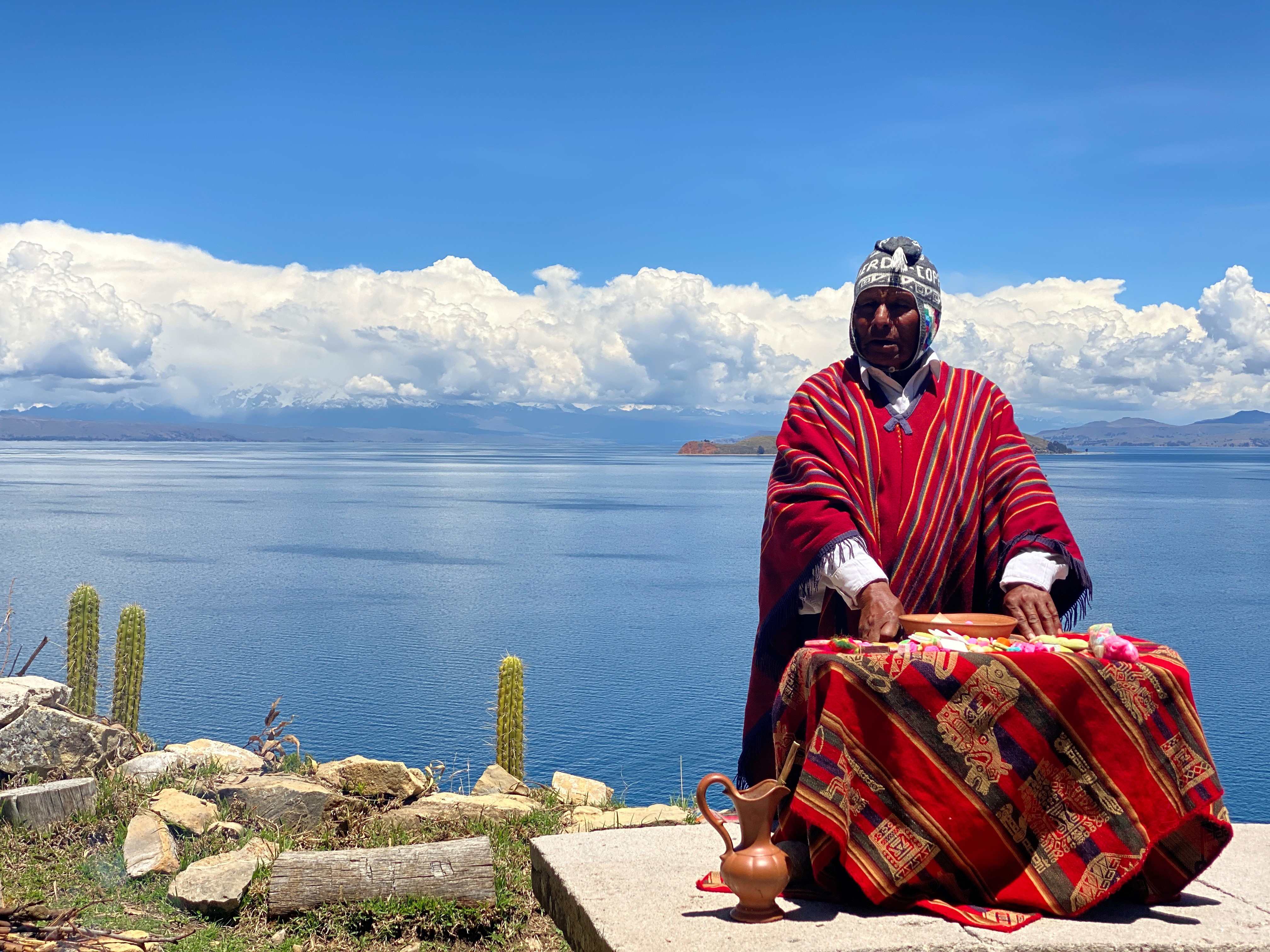
Un yatiri aimara, que significa hombre que sabe, realizando un ritual ceremonial en el lado boliviano del lago Titicaca.

Los estados del Perú y Bolivia, con el propósito de generar acciones para la protección, preservación y conservación del lago Titicaca, en el año 1996 crearon la Autoridad Binacional Autónoma del Sistema Hídrico del lago Titicaca, río Desaguadero, lago Poopo y salar de Coipasa, estableciendo un marco legal y un plan director binacional.
Es una entidad de derecho público internacional con plena autonomía, depende funcional y políticamente de los Ministerios de Relaciones Exteriores del Perú y de Bolivia. Es dirigido por un Presidente Ejecutivo nombrado por los Cancilleres de ambos países, cuenta con dos unidades de línea, una dedicada a la conducción del Plan Director y otra al Manejo y Gestión de Recursos Hídricos.
Para las acciones nacionales, se tiene en el Perú el Proyecto Especial Lago Titicaca (PELT) que depende del Instituto Nacional de Desarrollo (INADE) y en Bolivia, la Unidad Operativa Boliviana (UOB) que depende del Ministerio de Desarrollo Sostenible y Planificación. Los costos de operación son asumidos en partes iguales por los dos estados; actualmente la institución es dirigida por el ingeniero Julián Barra Catacora experto en temas hidrobiológicos.

## Demografía

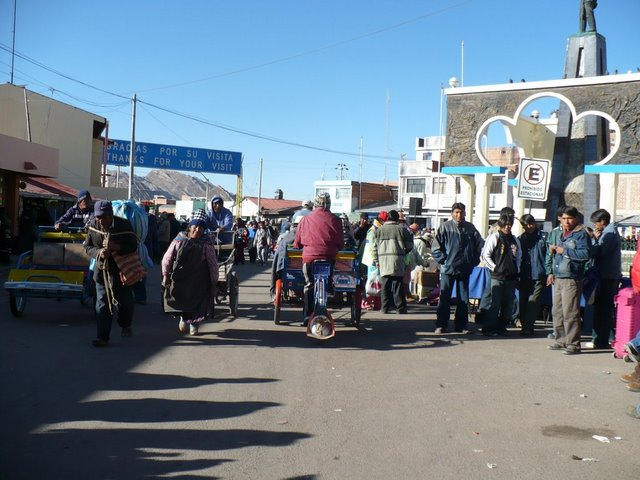
Actividad comercia en las ciudades fronterizas de Desaguadero (Perú) y Desaguadero (Bolivia) se ubican a ambos lados de la naciente del río homónimo.

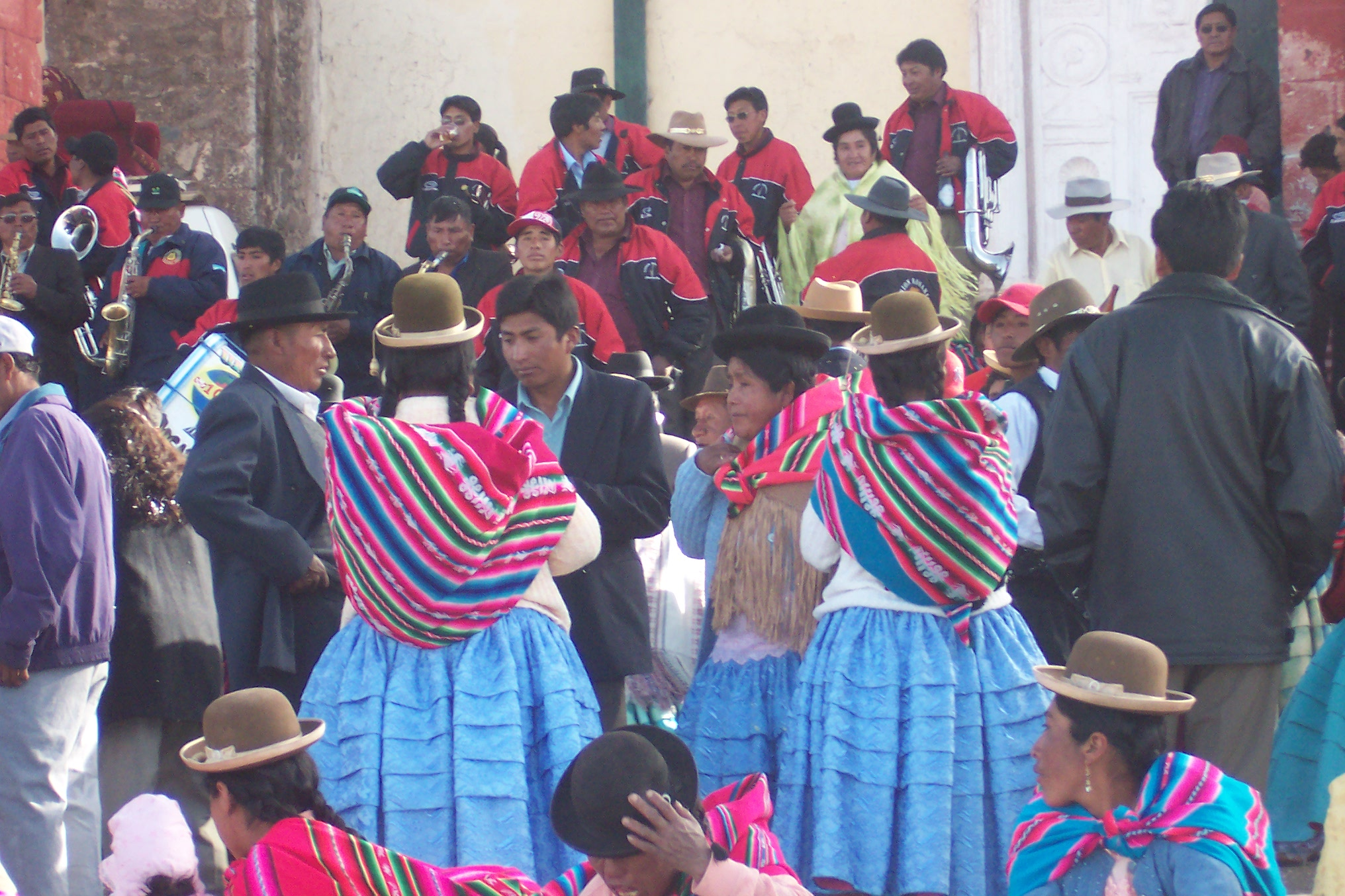
Ceremonia del casamiento en Chucuito, Perú.

Las riberas del lago Titicaca, actualmente están pobladas por descendientes de etnias aimaras, quechuas y urus, quienes guardan una relación muy estrecha e histórica con el lago. La población rural destaca sobre la población urbana tanto en las riberas boliviana como peruana.

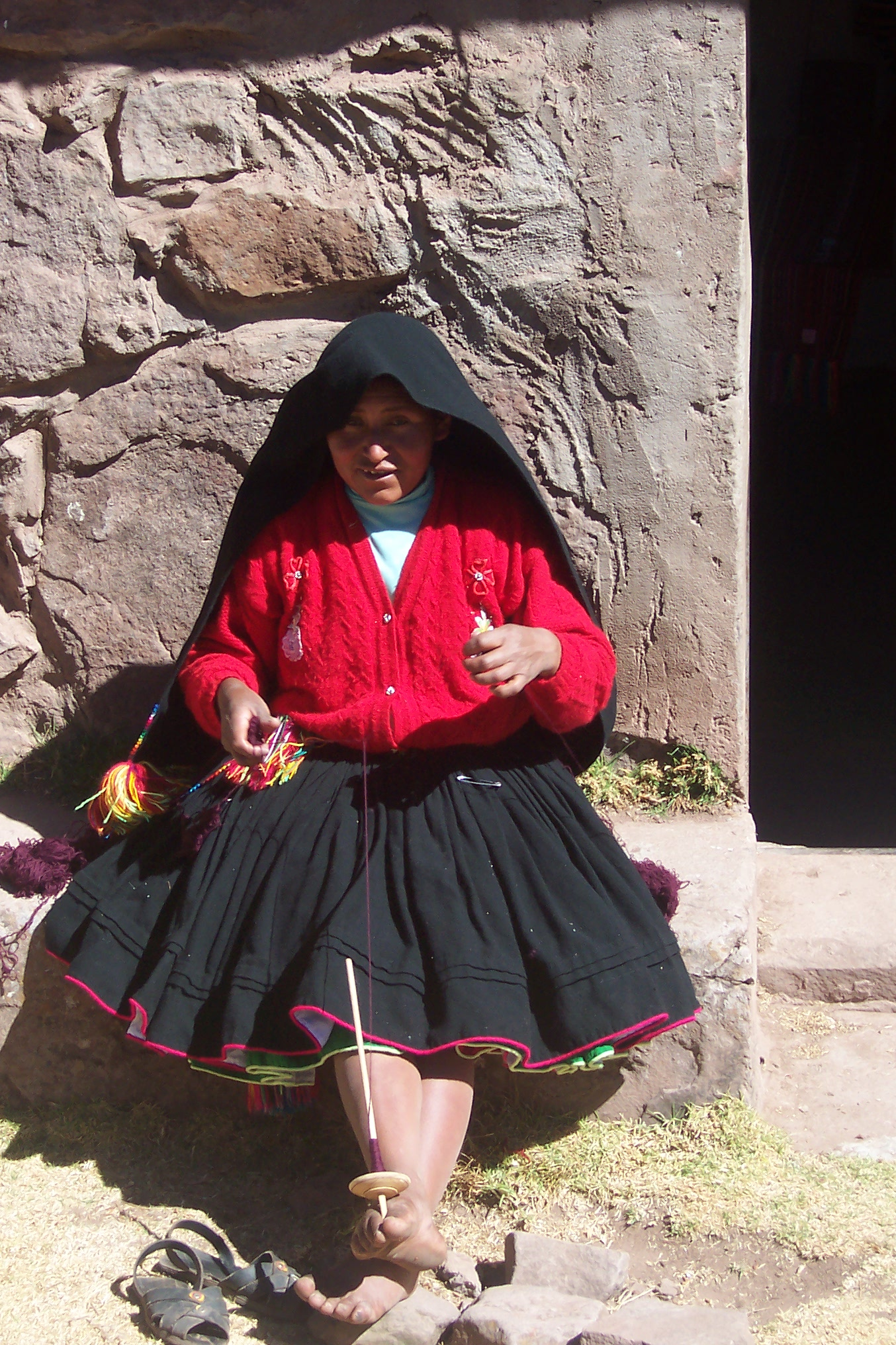
Mujer hilando en la isla Taquile.

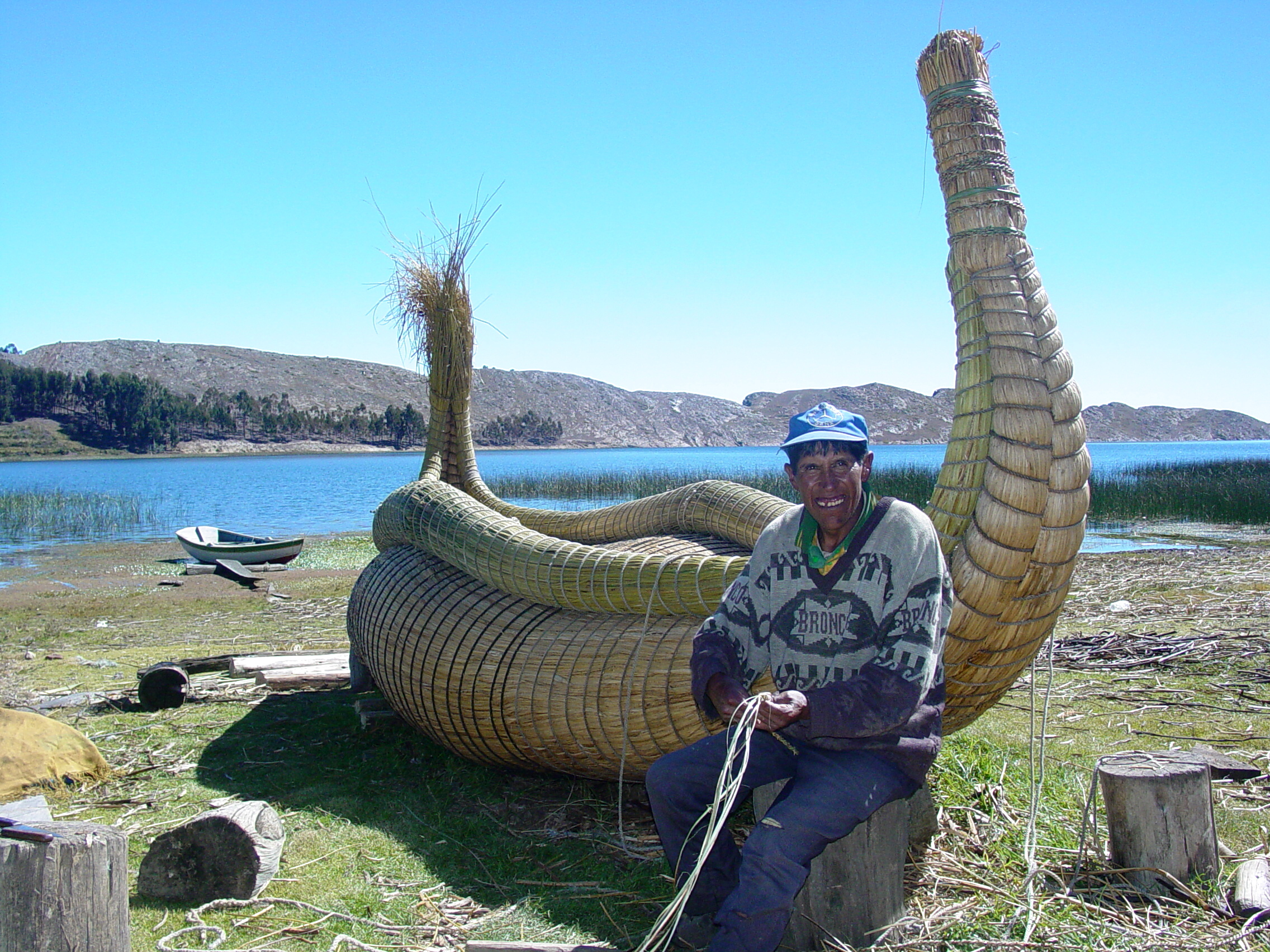
Un hombre junto a un bote tradicional hecho a base de totora (Bolivia)

Los municipios que pueblan la cuenca del lago Titicaca son:

### En Bolivia
Provincia de Camacho:
- Puerto Acosta: 27 296 hab.
- Mocomoco: 13 950 hab.
- Carabuco: 14 520 hab.[47]

Provincia de Omasuyos:
- Huarina:
- Huatajata:
- Achacachi: 70 503 hab.
- Ancoraimes: 15 199 hab.

Provincia de Los Andes
- Pucarani: 26 802 hab.
- Laja: 16 311 hab.
- Batallas: 18 693 hab.

Provincia de Ingaví
- Desaguadero:
- Guaqui: 7552 hab.

Provincia de Manco Kapac:
- Copacabana: 14 586 hab.
- Tito Yupanqui: 2213 hab.
- San Pedro de Tiquina: 6093 hab.

Municipios sin costa en el lago
- Pelechuco: 5115 hab.
- Charazani: 9262 hab.
- El Alto: 649 958 hab.
- Tiahuanaco: 17 231 hab.

### En Perú
Provincia de Yunguyo: 47 400 hab.
- Yunguyo
- Anapia
- Unicachi

Provincia de Chucuito: 126 259 hab.
- Desaguadero
- Juli
- Zepita
- Pomata
- Huacullani

Provincia de El Collao: 81 059 hab.
- Ilave
- Pilcuyo

Provincia de Puno: 229 236 hab
- Puno
- San Antonio
- Acora
- Plateria
- Amantaní

Provincia de San Román: 240 776 hab.
- Juliaca
- Caracoto
- San Miguel
- Cabana
- Cabanillas

Provincia de Moho: 27 819 hab.
- Conima
- Moho
- Tilari
- Huayrapata

Provincia de Huancané:69 522 hab.
- Huancané

Provincia de Lampa:48 223 hab.
- Lampa

Provincia de Melgar: 74 735 hab.
- Ayaviri
- Santa Rosa

Provincia de San Antonio de Putina: 50 490 hab.
- Putina
- Ananea

Provincia de Azángaro: 136 829 hab.
- Azangáro
- Asillo
- Arapa

El total de habitantes de la cuenca del Titicaca suma 2 054 622 habitantes, de los cuales 1 132 378 viven en el lado peruano y 922 244 en el lado boliviano.

## Importancia del lago Titicaca en la zona
El lago Titicaca modera el clima de su zona circundante, pues absorbe y retiene la energía solar del día y la irradia en la noche. Por esta razón el clima en las zonas circundantes al lago no son extremadamente frías como se esperaría sobre los 3800 m s. n. m., esto a su vez influye en las actividades agropecuarias en el área que rodea al lago. Debido a esto, en Perú el área circundante al lago es la región geoeconómica más importante de los andes surperuanos; solo en esta zona se encuentran el 49 % de las alpacas, el 32 % de ovinos, el 29 % de llamas y el 10 % de vacunos de todo el Perú.
La población también ha crecido en gran medida en esta zona, solo en la parte peruana alrededor del lago viven más de un millón de personas. Debido al clima y a la agricultura que subsiste por la moderación en el clima que produce el lago Titicaca. Si el lago Titicaca no existiera, esta zona hubiera sido un páramo helado con muy pocos habitantes.

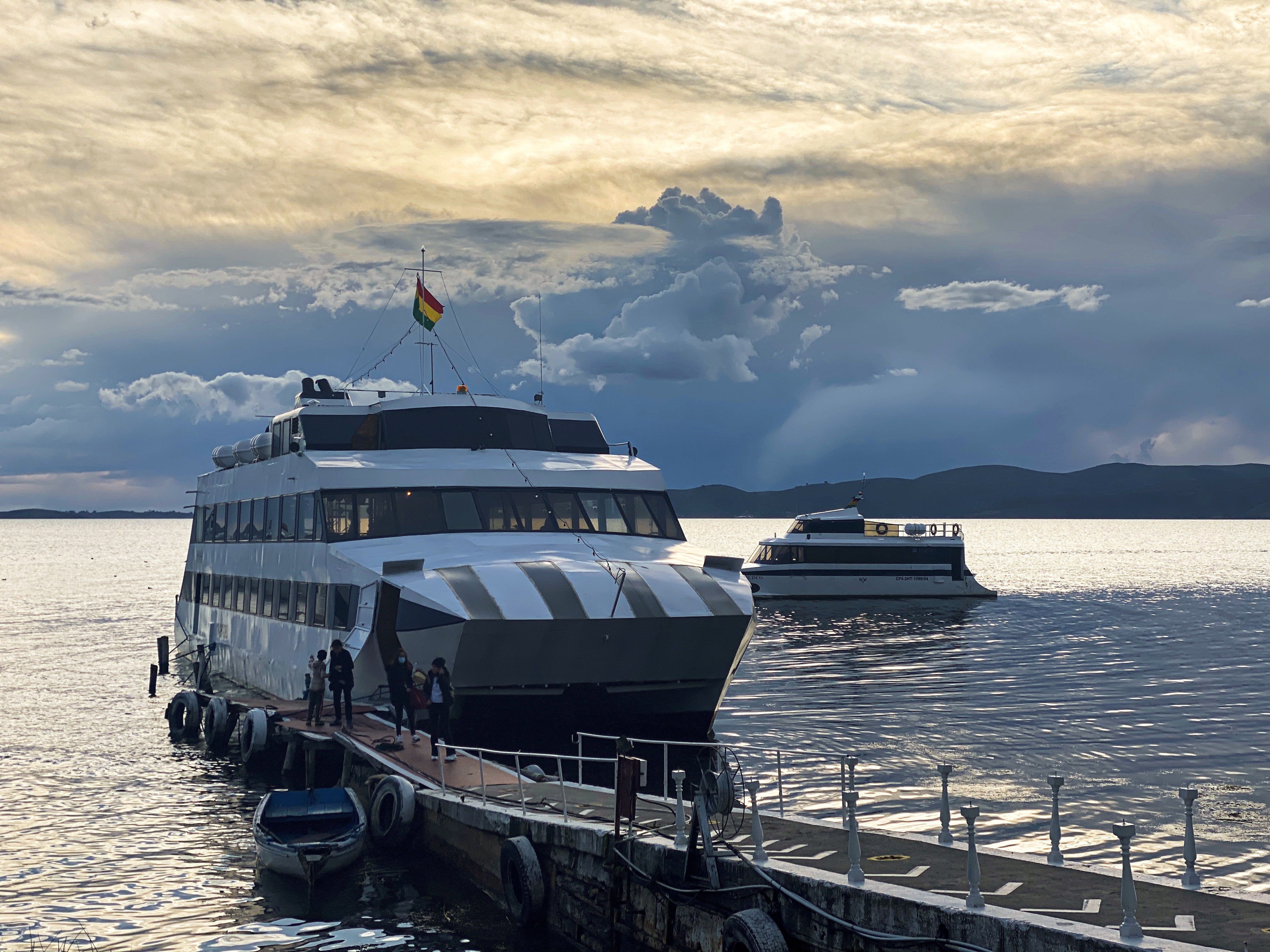
Catamaranes turísticos en el Puerto de Copacabana, Bolivia.

### Pesca
La pesca en el lago Titicaca tiene una gran importancia económica y social en el devenir de los habitantes del departamento de Puno. La explotación continua de los recursos naturales del lago ha constituido una pieza clave en el desarrollo y supervivencia de los pueblos que durante milenios han localizado y trasformado el entorno circunlacustre. En la actualidad, la pesca en el lago Titicaca sigue teniendo un marcado carácter de actividad de subsistencia (captura por día entre 6 y 10 kg/viaje).
El pescado constituye una fuente de alimento básica para estas poblaciones siendo en algunos casos casi el único aporte de proteínas en su dieta. Las capturas son comercializadas a través de intermediarios en núcleos poblacionales próximos al lago. El carácter artesanal de la actividad no ha permitido un mayor desarrollo de la pesca.

## Atracciones turísticas
| Atractivos                                           |
| Isla más grande: Isla del Sol (Bolivia).             |
| Los Uros de Puno (Perú).                             |
| Ciudad de Copacabana (Bolivia).                      |
| Castillo de Charcas en el lago Titicaca Puno (Perú). |

### Copacabana
Copacabana es una ciudad y un municipio de Bolivia y una de las principales localidades ribereñas del lago Titicaca. Es la capital de la provincia de Manco Kapac, ubicada en el departamento de La Paz. Es un centro de peregrinación binacional por hallarse en la misma la imagen de la Virgen de Copacabana, patrona del país y cuya veneración se remonta al menos a 1583.
La ciudad, construida entre los cerros Calvario y Niño Calvario (o Kesanani). Se constituye la capital del Municipio homónimo, el cual abarca 33 comunidades campesinas originarias, con un total aproximado de 15 000 habitantes.
Copacabana es famosa por sus celebraciones religiosas, su patrimonio cultural, sus fiestas tradicionales y la Basílica de la Virgen de la Candelaria de Copacabana, edificio de estilo morisco, originalmente de estilo renacentista, que fue construido en 1550.
La famosa playa de Copacabana de Río de Janeiro fue llamada de esta manera en honor a esta población y la virgen patrona.

### La Isla del Sol
La isla del Sol o isla Titicaca es una isla situada en el lado boliviano del lago, dentro del municipio de Copacabana en la provincia de Manco Kapac del departamento de La Paz. Tiene una longitud de 9,6 km por 4,6 km de ancho y una superficie de 14,3 km², lo que la convierte en la isla más grande del lago. Su nombre original es isla Titikaka y por ello el lago donde se encuentra lleva su nombre, que significa "puma de piedra".
A lo largo de toda la isla se aprecian varios sitios arqueológicos, donde sobresale la "Roca Sagrada" o Roca de los orígenes, que según varias historias y crónicas fue lugar del nacimiento del Imperio Inca y acá sería donde nacería Viracocha, el propio Dios Sol, el cual sería el encargado de enviar a Manco Cápac y Mama Ocllo a fundar la ciudad del Cuzco. También se aprecia la Chinkana o laberinto de la Chinkana, además el Palacio de Pilkokaina de la época incaica, único por sus características constructivas.

### El arte textil de Taquile

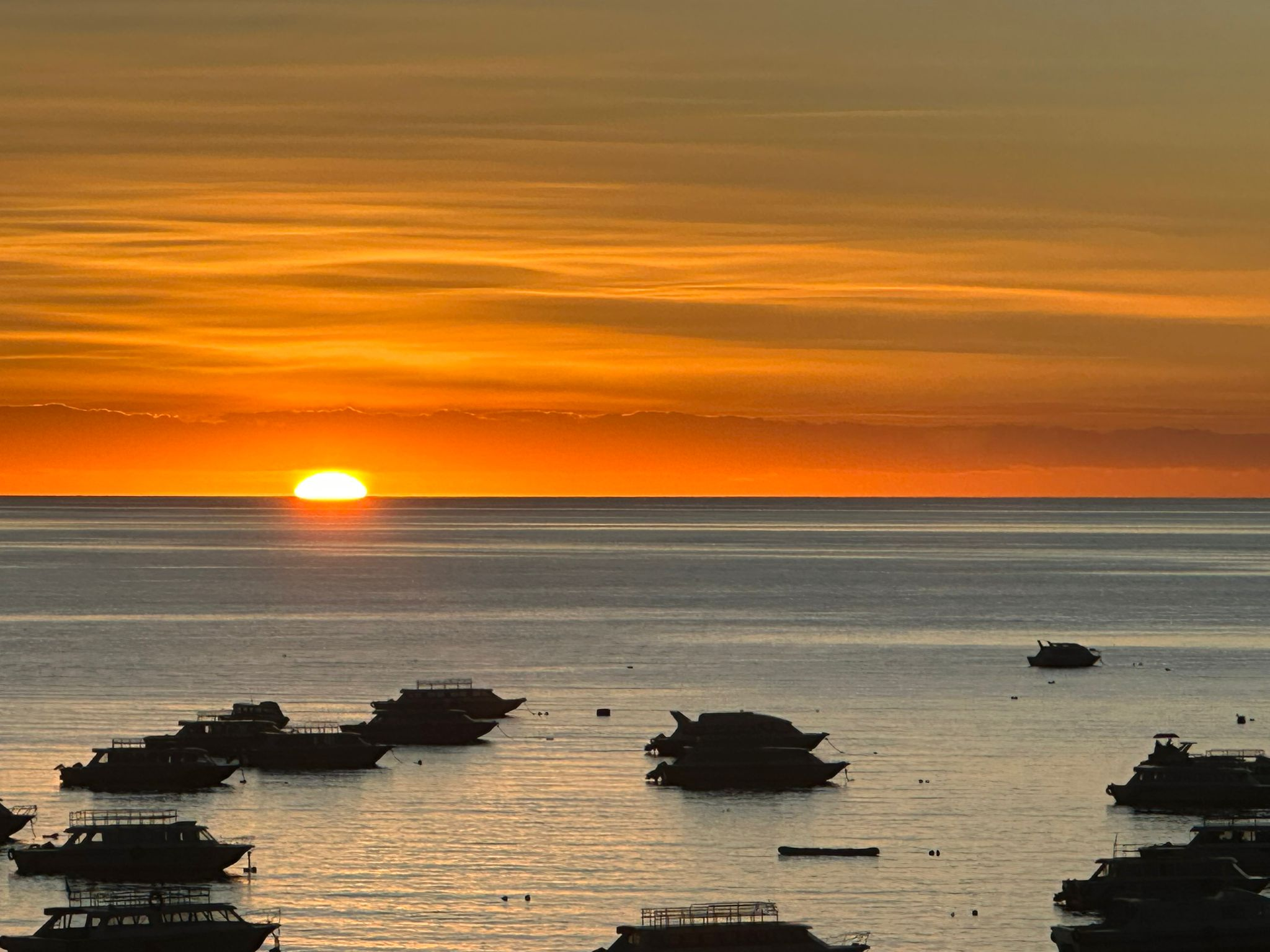
Puesta de sol tomada desde la playa de Copacabana, Bolivia.

En el año 2005, el arte textil de la isla de Taquile en el lago Titicaca, fue declarado "Obra maestra del patrimonio oral e intangible de la humanidad" por la Unesco. Las prendas que utilizan conservan mucha reminiscencia de tiempos precolombinos tanto en su calidad, diseño y simbología. La mujer viste una blusa roja y muchas faldas multicolores, recubiertas con una amplia falda negra. El talle es ceñido con un fino cinturón guinda. La cabeza y la cara son protegidas por un largo manto negro que las protege del sol. Los hombres usan un pantalón tejido de color negro, su camisa blanca es recubierta por un chaleco corto, cuya forma y colores determinan su función en el seno de la comunidad. Lleva además una larga faja bordada, cuyo tejido describe en forma simbólica propio de la isla, los eventos que han marcado la vida de la pareja. El chullo o gorro finamente tejido, permite diferenciar los hombres casados de los solteros. La forma como usa la cola del chullo señala si está buscando pareja.

### Las islas flotantes
Existen en el lago un grupo de islas artificiales hechas por los miembros de la etnia uru, autodenominados kotsuña o "pueblo del lago". Los miembros de la etnia uru o uro se dicen a sí mismos "gente de sangre negra" y según sus tradiciones orales, ellos se vieron obligados a huir al lago luego de que el Inca Pachacútec los asediara.
La vida de los uros, depende del lago y de la totora. Esta última es una planta de la cual no solo hacen sus islas, sino también sus embarcaciones llamados "caballitos de totora", además de construir sus viviendas con ella y construir sus botes. Se trata de un lugar donde se hace turismo cultural y de aventura.

### El puerto lacustre de Puno
Ubicado en la bahía de Puno, cuenta con un muelle administrado por la marina del Perú. En sus aguas fondea un barco a vapor que fue comprado en Europa, se trajo desmontado, a lomo de burro, desde la costa del Pacífico, y fue nuevamente armado en el lago. Todavía funciona y hace excursiones turísticas por el lago, llegando hasta Guaqui, el puerto en Bolivia, próximo a Desaguadero.